# Ratovei
Ratovei – wieś w Rumunii, w okręgu Sălaj, w gminie Valcău de Jos. W 2011 roku liczyła 59 mieszkańców.